# Короткая приводящая мышца
Короткая приводящая мышца (лат. Musculus adductor brevis) — небольшая мышца медиальной группы мышц бедра.

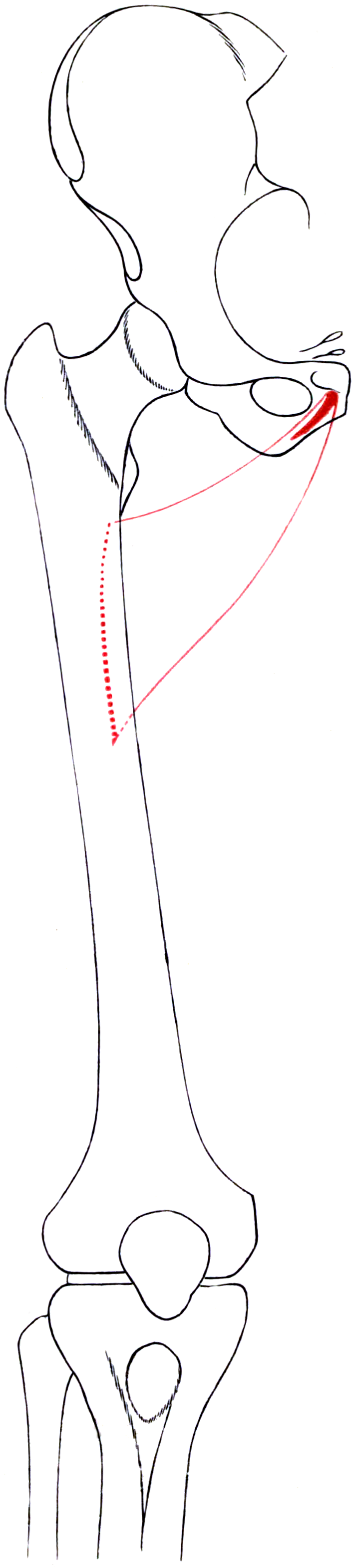
Места прикрепления и проекция правой короткой приводящей мышцы

Начинается на передней поверхности нижней ветви лобковой кости, латеральнее тонкой мышцы. Направляется вниз и кнаружи, слегка расширяется, прикрепляясь к верхней трети медиальной губы шероховатой линии бедренной кости.

## Функция
Приводит бедро, участвуя в его сгибании и вращении наружу.